# ان‌جی‌سی ۶۷۲۹
ان‌جی‌سی ۶۷۲۹ (انگلیسی: NGC 6729) یک سحابی بازتابی/گسیلی ابر مولکولی تاج استرالیا در صورت فلکی تاج جنوبی است که توسط یوهان فردریش جولیوس اشمیت در سال ۱۸۶۱ میلادی کشف شد.